# Johann Eduard Erdmann
 Ikke at forveksle med Eduard Erdmann.
 Der er for få eller ingen kildehenvisninger i denne artikel, hvilket er et problem. Du kan hjælpe ved at angive troværdige kilder til de påstande, som fremføres i artiklen.

Johann Eduard Erdmann (født 13. juni 1805 i Wolmar, død 12. juni 1892 i Halle) var en tysk filosof og filosofihistoriker.
Erdmann virkede nogle år som præst i sin fødeby og blev 1836 professor i filosofi i Halle. Hans arbejder om filosofiens historie, der helt er prægede af den Hegelske tænkemåde, har ikke ringe værdi, de indeholder gode og skarpsindige enkeltheder, de viser hans kendskab til middelalderens filosofi og giver en objektiv fremstilling af den Hegelske skole. En meget benyttet udgave af Leibniz’ filosofiske skrifter skyldes Erdmann (1840).
Blandt Erdmanns skrifter, hvoraf en del er kommet i mange oplag, kan anføres: Versuch einer wissenschaftlichen Darstellung der Geschichte der neueren Philophie, 1-3 (1834-53), Grundriss der Geschichte der Philosophie, 1-2 (1865), Vorlesungen über Glauben und Wissen (1837), Leib und Seele (1837), Grundriss der Psychologie (1840), Psychologische Briefe (1851), »Grundriss der Logik und Metaphysik (1841), Vorlesungen über akademischen Leben und Studium (1858).